# Bryum bulbiferum
Bryum bulbiferum là một loài rêu trong họ Bryaceae. Loài này được Mathieu mô tả khoa học đầu tiên năm 1853.